# Stenocercus flagracanthus
Stenocercus flagracanthus — вид ігуаноподібних ящірок родини Tropiduridae. Ендемік Перу. Описаний у 2020 році.

## Поширення і екологія
Stenocercus flagracanthus відомі з двох місцевостей, розташованих на атлантичному схилі Центрального хребта Перуанських Анд в регіоні Амазонас, на висоті 1720 і 1880 м над рівнем моря. Вони живуть на полях, пасовищах і плантаціях, можливо, в залишках гірських тропічних лісів, в регіоні Перуанської Юнги.